# 1796

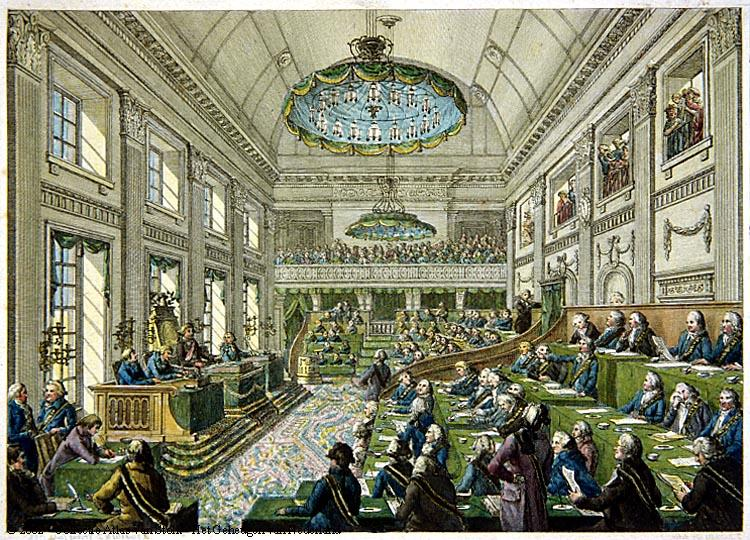
De Eerste Nationale Vergadering

Het jaar 1796 is het 96e jaar in de 18e eeuw volgens de christelijke jaartelling.

## Gebeurtenissen
februari
- 23 - Overhandiging van Fort Galle  door de laatste Nederlandse commandeur van Ceylon Diederich Thomas Fretz aan de Engelse troepen.

maart
- 1 - In Den Haag komt de eerste democratisch gekozen Nederlandse volksvertegenwoordiging bijeen, de Nationale Vergadering.
- 2 - Napoleon Bonaparte wordt benoemd tot opperbevelhebber van het Franse leger.
- 9 - In de geannexeerde Zuidelijke Nederlanden wordt de eed van haat verplicht gesteld voor ambtenaren.
- 9 - Napoleon Bonaparte trouwt met Josephine de Beauharnais.
- 30 - De jonge wiskundige Carl Friedrich Gauss construeert de zeventienhoek. Hij bewijst dat deze regelmatige zeventienhoek construeerbaar is met passer en liniaal.

mei
- 10 - De "conjuration des Égaux" (samenzwering van de evenwaardigen) van Gracchus Babeuf wordt verijdelt door Lazare Carnot.
- 14 - Edward Jenner verricht pionierswerk door de eerste succesvolle vaccinatie tegen de pokken te verrichten.

juni
- 17 - Na de annexatie van de Zuidelijke Nederlanden, Zuid-Limburg en Staats-Vlaanderen door Frankrijk wordt daar bij decreet de burgerlijke registratie ingevoerd.

- 21 - Vergelijk tussen koninkrijk Pruisen en Hohenlohe-Neuenstein. Onderlinge gebiedsuitruil ter normalisering van de grenzen.

juli
- 10 - Een door de Franse generaal Wirion uitgewerkte organisatie van een Belgische Rijkswacht wordt in Parijs per decreet goedgekeurd. Hiermee krijgt het Belgische gebied voor het eerst een centrale, verenigde en gecoördineerde politie.
- 17 - Vergelijk tussen Pruisen en Oettingen-Spielberg. Onderlinge gebiedsuitruil ter normalisering van de grenzen.
- 22 - De stad Cleveland (Ohio) wordt gesticht door generaal Moses Cleaveland, die het gebied opmeet en het plan voor de nederzetting ontwerpt.

augustus
- 5 - Geheim verdrag tussen Pruisen en Frankrijk te Berlijn. Pruisen zegt toe zich niet te zullen verzetten tegen een Franse annexatie van de linker Rijnoever. Frankrijk ondersteunt dan de overname van met name genoemde prinsbisdommen door Pruisen: Hessen-Kassel
- 5 - Op voorstel van de katholieke leden kondigt de Nationale Vergadering van de Bataafse Republiek de scheiding van kerk en staat af.
- 7 - Vrede te Parijs tussen Frankrijk en het hertogdom Württemberg. Württemberg staat al zijn landen op de linker Rijnoever af, met name: het graafschap Montbéliard met Héricourt, Passavant, het graafschap Horbourg, de heerlijkheid Riquewihr en Ostheim.
- 17 - De capitulatie in de Saldanhabaai: capitulatie van een Nederlands vlooteskader aan de Britten in de Saldanhabaai, langs de zuidwestkust van wat nu Zuid-Afrika is. De overgave, zonder slag of stoot, veroorzaakt een groot schandaal in de Bataafse Republiek.
- 22 - Vrede te Parijs tussen Frankrijk en het markgraafschap Baden. Baden staat aan Frankrijk zijn bezittingen op de linker Rijnoever af, met name de heerlijkheden Rodemack en Hesperingen, zijn aandeel in het graafschap Sponheim, de heerlijkheid Gräfenstein, de ambten Beinheim en Rhodt. In geheime artikelen wordt een toekomstige uitbreiding van Baden met een aantal prinsbisdommen voorbereid. Verder doet Baden ook afstand van Kehl op de rechteroever van de Rijn, de brug bij Hüningen, de Rijn zelf en de eilanden in de Rijn. Verder zegt Baden toe bij een toekomstige vrede tussen Frankrijk en het Heilige Roomse Rijk te zullen stemmen voor de afstand van de linker Rijnoever, de secularisatie van de geestelijke staten en de opheffing van de leenband van Italiaanse staten met het Heilige Roomse Rijk.

september
- 1 - De Abdij van Saint-Ghislain wordt door de Franse bezetter opgeheven.
- 2 - De Nationale Vergadering van de Bataafse Republiek neemt een besluit over de "gelykstaat der Joden". "geen Jood zal worden uitgeslooten van eenige rechten of voordeelen, die aan het Bataafsch Burgerregt verknocht zyn, en die hy begeeren mogt te genieten, mits hy bezitte alle die vereischten, en voldoe aan alle die voorwaarden, welken by algemeene Constitutie van iederen activen burger in Nederland, gevorderd worden".
- 15 - De Maastrichtse Agatha Lenaerts laat zich bij de Burgerlijke Stand scheiden van Wilhelmus Meers. In het ingelijfde Zuid-Limburg geldt sinds een paar maanden het Franse revolutionaire echtscheidingsrecht.
- 30 - De Beierse staatsminister Maximilian von Montgelas biedt het Ansbacher Memoire aan de hertog aan met plannen voor een liberale hervorming van het bestuur.

oktober
- 10 - Verdrag van Parijs gesloten tussen Frankrijk en het koninkrijk Napels-Sicilië tijdens de Eerste Coalitieoorlog.

november
- 15 tot 17 - In de Slag bij de brug van Arcole moet een overmoedige generaal Napoleon Bonaparte worden gered door zijn officieren, met meerdere doden en gewonden als gevolg. Toch weten de Fransen de overkant van de Adige te bereiken.

december
- 11 - De kloosterlingen van de Abdij van Villers worden door Franse troepen verdreven uit hun abdij omdat de abt de zijde koos van keizer Leopold II van het Heilige Roomse Rijk.

zonder datum
- Het Valkhof te Nijmegen wordt grotendeels gesloopt.
- Pruisen bezet verschillende dorpen in Franken om een eind te maken aan de chaotische grenzen van zijn vorstendommen Ansbach en Bayreuth. De militaire acties zijn gericht tegen de rijksstad Neurenberg, het prinsbisdom Eichstätt, de Duitse Orde en de Rijksridderschap.
- Yusuf Qaramanli wordt vorst van Tripolitanië.

## Muziek
- De 26-jarige Ludwig van Beethoven verblijft in Praag en geeft een recital in graaf Clam-Gallas-paleis in de Husova-straat.
- Beethoven componeert zijn  Pianosonates Opus 2 en zijn Cellosonates Opus 5
- Domenico Cimarosa componeert La finta ammalata

## Beeldende kunst

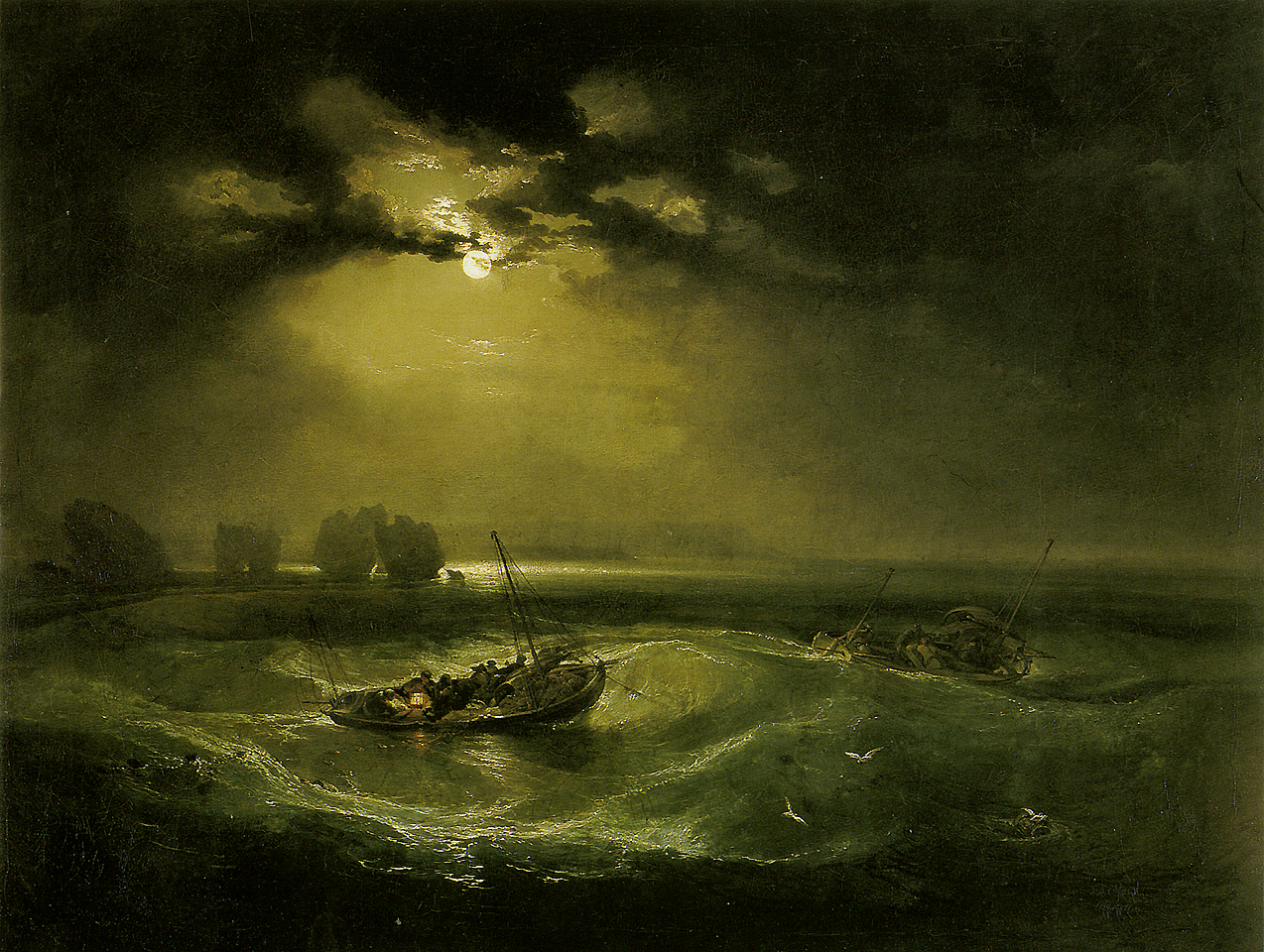
Fishermen at Sea (1796), William Turner, Tate Britain, Londen

## Bouwkunst

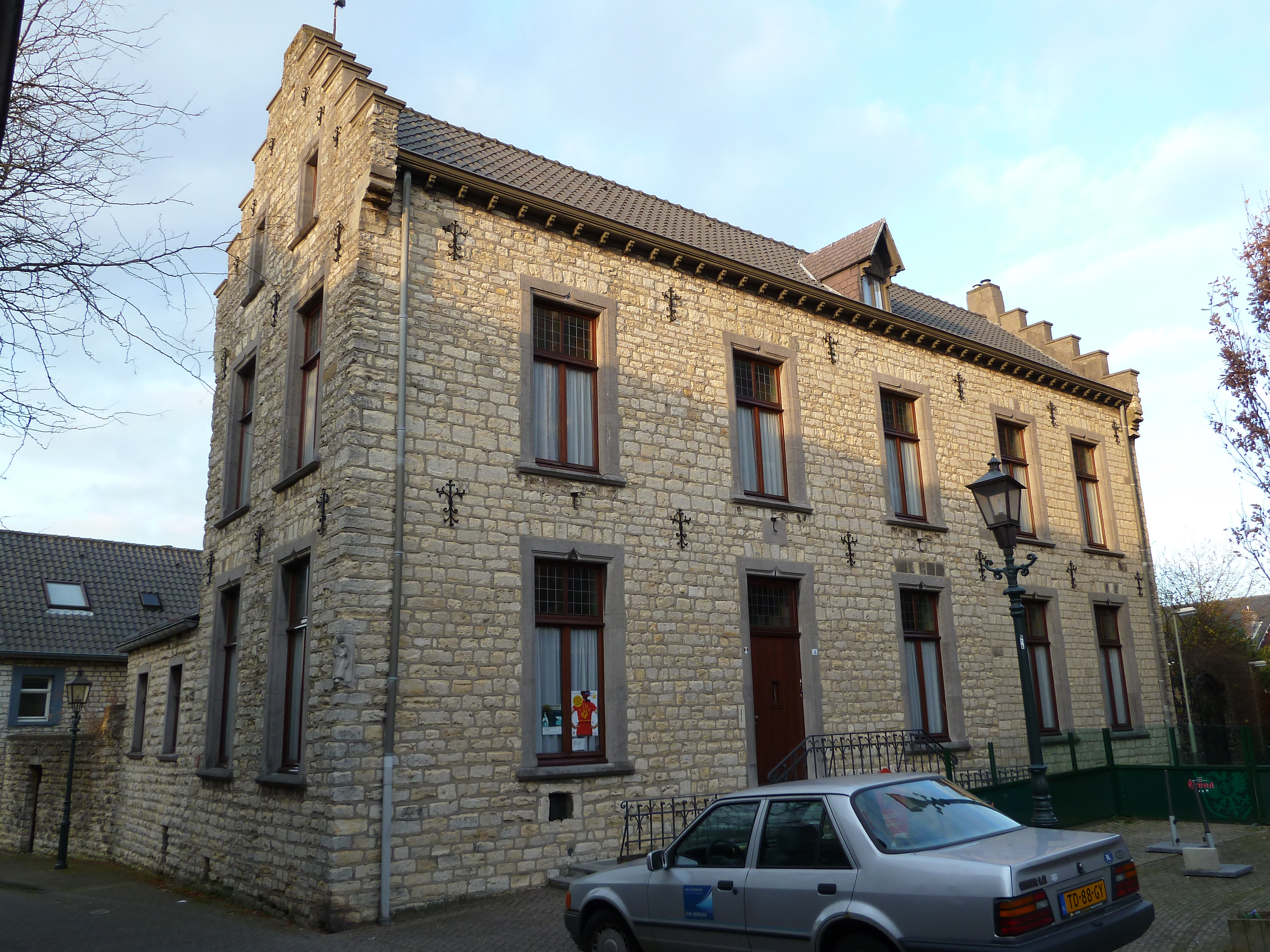
Pastorie, Bocholtz (1796)

## Geboren
januari
- 17 - Jacques-Antoine Moerenhout, Belgisch ontdekkingsreiziger, koopman en diplomaat (overleden 1879)

februari
- 20 - Edmond Willem van Dam van Isselt, Nederlands politicus en dichter (overleden 1860)

maart
- 18 - Jakob Steiner, Zwitsers wiskundige (overleden 1863)

april
- 29 - Ludovicus Passchijn, Belgisch politicus (overleden 1885)

mei
- 7 - Charles Hippolyte Vilain XIIII, Belgisch politicus (overleden 1873)

juni
- 10 - Antun Mihanović, Kroatisch dichter en diplomaat (overleden 1861)
- 12 - Eugénie Foa, Frans schrijfster (overleden 1852)

juli
- 10 - Carl Henrik Boheman, Zweeds entomoloog (overleden 1868)
- 16 - Jean Baptist Camille Corot, Frans schilder (overleden 1875)
- 31 - Mary Euphrasia Pelletier, Frans rooms-katholiek geestelijke en ordestichteres (overleden 1868)

augustus
- 25 - James Lick, Amerikaans pianobouwer, vastgoedmagnaat, hovenier en filantroop (overleden 1876)

september
- 1 - Carl Friedrich August Naber, Duits-Nederlands orgelbouwer (oveleden 1861)
- 2 - Jean-Baptiste Minne-Barth, Belgisch advocaat en burgemeester van Gent (overleden 1851)
- 19 - Hartley Coleridge, Engels dichter (overleden 1849)

oktober
- 24 - David Roberts, Schots schilder (overleden 1864)

november
- 5 - Theo Molkenboer, Nederlands architect (overleden 1863)
- 30 - Carl Loewe, Duits componist, organist, pianist en zanger (overleden 1869)

december
- 29 - Johann Christian Poggendorff, Duits natuurkundige en redacteur (overleden 1877)

datum onbekend
- Petrus de Raadt, Nederlands onderwijzer, pedagoog en oprichter van het onderwijsinstituut Noorthey (overleden 1862)
- Jim Bowie, Amerikaans held van de Alamo (overleden 1836). Naar hem wordt het (22 tot 45 cm lange) Bowie-mes genoemd dat waarschijnlijk zijn broer Rezin Bowie uit een vijl vervaardigde.
- Mzilikazi, koning van de Noord-Ndebele (overleden 1868)

## Overleden
februari
- 17 - James Macpherson, Schots dichter

augustus
- 6 - David Allan (52), Schots portretschilder en tekenaar

november
- 17 november - Catharina II, ook Catharina de Grote genoemd, tsarina van Rusland.